# Куличенко, Валерий Георгиевич
Вале́рий Гео́ргиевич Куличе́нко (18 апреля 1939, Краснодар — 16 января 2024) — советский и российский тренер по лёгкой атлетике.

## Биография
Родился 18 апреля 1939 года. В 1962 году окончил Казахский государственный институт физической культуры.
С 1961 года вёл тренерскую работу. С 1970 года начал работать в сборной СССР по лёгкой атлетике.
Подготовил олимпийскую чемпионку 1980 года и чемпионку Европы 1982 года Ольгу Минееву; а также ряд легкоатлетов в рамках работы в национальной сборной, среди которых олимпийские чемпионки Надежда Олизаренко; Валентина Егорова; Елена Романова; победительница Кубка мира Светлана Гуськова; чемпионка СССР 1976 года и экс-рекордсменка мира Валентина Герасимова; победительница Кубка мира 1981 года, серебряный призёр чемпионата Европы 1982 года, пятикратная чемпионка СССР Людмила Веселкова и другие спортсмены.
Работал тренером сборной СССР на Олимпийских играх 1980 года, затем был старшим тренером по группе бега на выносливость Объединённой команды на Олимпийских играх 1992 года. В качестве главного тренера готовил сборную России к выступлению на Олимпийских играх 1996, 2000, 2004 годов. Был вице-президентом Всероссийской федерации лёгкой атлетики, главным тренером сборной команды России по лёгкой атлетике.
Его карьера главного тренера сборной России по лёгкой атлетике завершилась в 2007 году после допинг-скандала, связанного с тем, что пробы двух российских метательниц молота, Татьяны Лысенко и Екатерины Хороших, дали положительный результат.
В 2015 году входил в состав экспертного совета по вопросам контроля за реализацией целевых комплексных программ подготовки спортсменов к Олимпийским играм.
Являлся заместителем директора «Центра олимпийских видов спорта Московской области».

Умер 16 января 2024 года в возрасте 84 лет после продолжительной болезни.

## Награды и звания
- Заслуженный тренер СССР, РСФСР, Казахской ССР.
- Орден «Знак Почёта» (1980)[21].
- Орден Трудового Красного Знамени.
- Медаль «За доблестный труд. В ознаменование 100-летия со дня рождения В. И. Ленина».
- Заслуженный работник физической культуры Российской Федерации (2002)[22].
- «Лучший тренер года» (2004) по версии Федерации спортивных журналистов России[23].
- «Орден Дружбы» (2005)[24]
- Почётные знаки Олимпийского комитета России и Министерства спорта, туризма и молодёжной политики Российской Федерации.
- Почётные грамоты президентов Российской Федерации В. В. Путина, Д. А. Медведева.
- Благодарственное письмо президента Республики Татарстан (2008)[25]